# V3 (lok)
V3 är en dieselloktyp som köptes in av Statens Järnvägar (SJ) i början av 1950-talet för att ersätta ånglok i växlingstjänst i Sverige.
Loket motsvarar i stort sett den tyska typen V36 med några specifika ändringar.

## Historia
Strax efter andra världskriget fick Maschinenfabrik Esslingen en stor order med serien av 50 dieselhydrauliska växlingslok med 450 hk Deutz-motorer. V36 användes som grundkoncept. SJ ville dock att domkraften skulle flyttas bakom den sista kopplingsaxeln, vilket resulterade i en försämring av köregenskaperna. Denna åtgärd ska göra det lättare att ta bort växellådan för reparationer. Från V3 32 och framåt hade loken en förstorad förarhytt.
V3 5 levererades till Sverige som modell 1951. Övriga motorer följde efter mellan 1952 och 1954. Ett lok som levererades till Munkedals Järnväg 1953 övertogs av SJ 1965 och fick numret V3 1.
V3 användes på stora järnvägsstationer som Malmö, Göteborg, Hagalund (Solna) sidospårstation och Gävle tills V4 och V5 serierna tog över deras trafik. Avvecklingen av loken började 1977; V3 37 var den sista som togs ur drift av SJ 1981. Några av dem skrotades.